# Uccle/Ukkel
Uccle [ykl] (französisch) oder Ukkel [ykəl] (niederländisch) ist eine von 19 Gemeinden der zweisprachigen Region Brüssel-Hauptstadt in Belgien. Sie hat 86.806 Einwohner (Stand 1. Januar 2024) auf 22,9 Quadratkilometern.

## Ortslage und Ortsbild

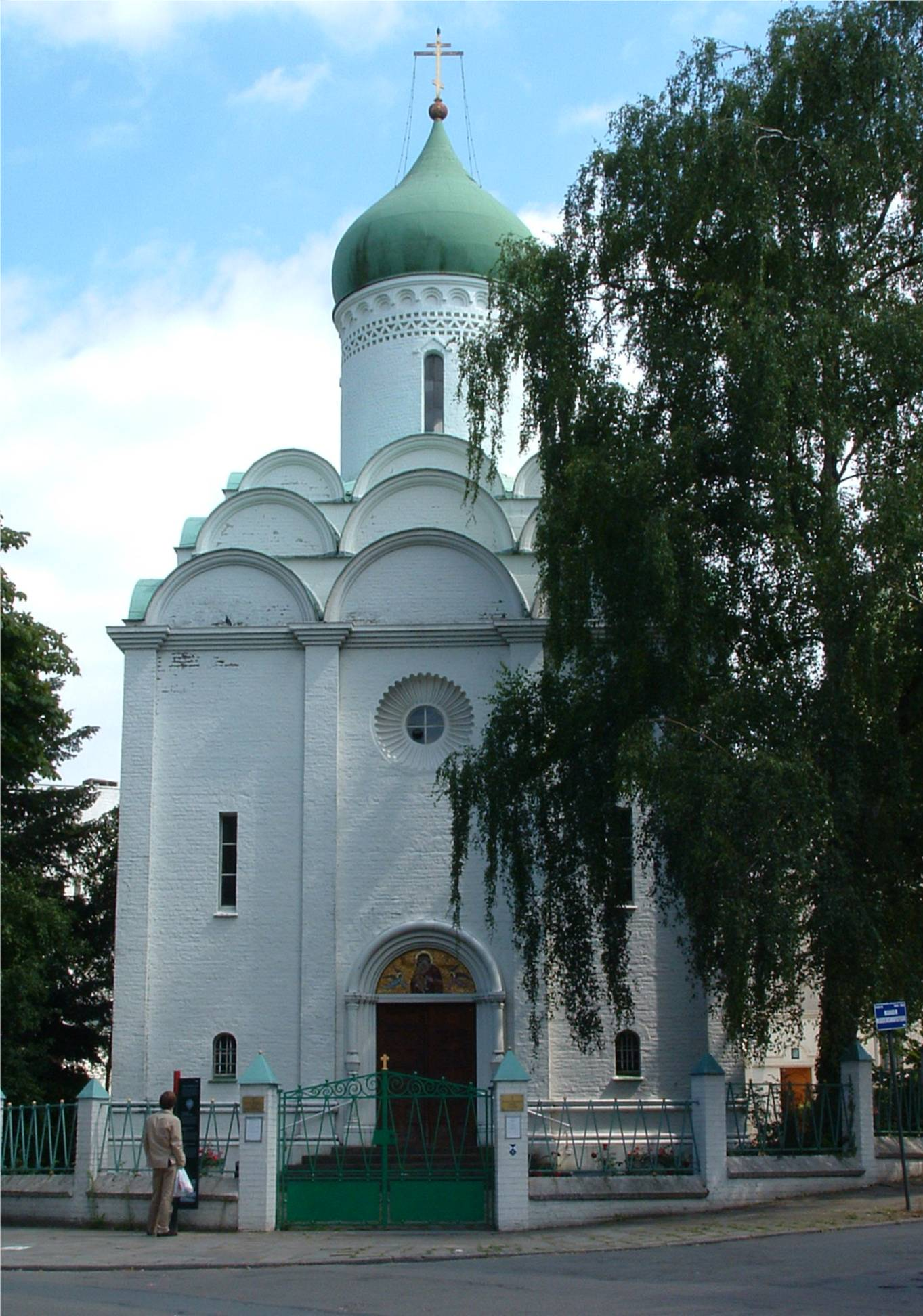
Die russisch-orthodoxe Gedächtniskirche Sankt Hiob in Uccle/Ukkel

Uccle/Ukkel liegt im Süden der Stadt und grenzt an die Brüsseler Teilgemeinden Forest/Vorst, Ixelles/Elsene, Brüssel und Watermael-Boitsfort/Watermaal-Bosvoorde sowie an die flämischen Fazilitäten-Gemeinden Sint-Genesius-Rode, Linkebeek und Drogenbos. Uccle/Ukkel ist nach der Stadt Brüssel die flächengrößte Gemeinde der Hauptstadtregion.
Die Gemeinde hat Anteil am südlichen Stadtwald, dem Sonienwald, die an ihn angrenzenden Wohngebiete gehören zu den vornehmsten der belgischen Hauptstadt. Hier besitzen viele reiche Persönlichkeiten ihre Villen auf riesigen, teilweise parkähnlichen Grundstücken.

## Geschichte

### Mittelalter
Das Dorf Ukkel entwickelte sich im Frühmittelalter aus dem gleichnamigen karolingischen Krongut, dessen Besitzer im späten 9. Jahrhundert zu Grafen aufstiegen. Die Grafschaft Ukkel (auch „Grafschaft Ukkel-Brüssel“ oder „Grafschaft Brüssel“ genannt) war eine der Grafschaften im Gau Brabant (Pagus Bracbantensis). Um das Jahr 1000 wurde sie von Lambert von Löwen erworben und ging in der Grafschaft Löwen auf, aus der das Herzogtum Brabant entstand.

### Neuzeit
1795 wurden die Österreichischen Niederlande (und damit auch Ukkel in Brabant), von Frankreich annektiert. Ukkel wurde mit einigen Nachbarorten zusammengelegt und Sitz einer Mairie.
Infolge des starken Wachstums der Stadt Brüssel, die durch die Belgische Revolution 1830 zur Landeshauptstadt geworden war, wuchs auch die Bevölkerung im Brüsseler Umland, das in der zweiten Hälfte des 19. und im 20. Jahrhundert mehr und mehr bebaut wurde. In Ukkel stieg die Einwohnerzahl im Zuge der Urbanisierung von rund 3000 im Jahr 1830 auf rund 70.000 im Jahr 2000. Infolge des Zuzugs französischsprachiger Bewohner wurde das zuvor niederländischsprachige Ukkel zweisprachig und die alternative Ortsnamensschreibung „Uccle“ kam auf. Von 1872 bis 1882 wurde ein neues, großes Rathaus erbaut.
1921 gründete Hendrik de Man in Uccle/Ukkel eine Arbeiterhochschule (Vlaamse Arbeidershogeschool / École ouvrière supérieure belge) mit einer flämischen und einer französischsprachigen Abteilung. Er leitete sie bis zu seiner Berufung an die Akademie der Arbeit in Frankfurt am Main 1922. In der Arbeiterhochschule, lebten – vor allem junge – Arbeiter jeweils ein Jahr lang in einem Wohnheim zusammen, arbeiteten einen Großteil des Tages in ihren jeweiligen Berufen, um ihren Lebensunterhalt zu verdienen, und studierten in der verbleibenden Zeit, um danach Führungsaufgaben in der Arbeiterbewegung zu übernehmen. In den 1930er Jahren nutzte die Sozialistische Arbeiterinternationale die Arbeiterhochschule Uccle/Ukkel zudem für Kurse, unter anderem für Arbeiterinnen.

## Politik
In Uccle/Ukkel regiert eine Koalition aus dem liberalen MR, der sowohl 2006 als auch 2012 bei den Kommunalwahlen die absolute Mehrheit geholt hat, den Humanisten des cdH und den frankophonen Regionalisten des DéFi. Der langjährige Bürgermeister dieser Koalition, der ehemalige Senatspräsident Armand De Decker, trat am 17. Juni 2017 zurück. Ihm wurden Korruption, Klientelpolitik und Amtsanmassungen in der Kazakhgate-Affäre um den kasachischen Geschäftsmann Patokh Chodiev vorgeworfen.
Neuer Bürgermeister ist seit 2017 Boris Dilliès (MR), während der erste Beigeordnete und kommissarische Bürgermeister Marc Cools seither eine eigene Liste gebildet hat, weil er nicht berücksichtigt wurde.

### Stadtrat
- PS: 6
- Ecolo – Gr: 10
- LE: 4
- MR – DéFI: 19
- DéFI: 0
- Sonst.: 4

Sonstige = Uccle En Avant (4) 

Nach der Wahl wurde eine Koalition aus MR – DéFI und Ecolo – Gr eingegangen. 

Sie verfügen über 29 der 43 Sitze.
- PS: 23
- Ecolo – Gr: 43
- LE: 11
- MR: 84
- MR – DéFI: 19
- DéFI – LE: 9
- DéFI: 13
- Sonst.: 7

Sonstige = Uccle En Avant (7)

## Einrichtungen
Zu den bekannten Einrichtungen in Uccle/Ukkel zählen die Königliche Sternwarte von Belgien, das Königliche Meteorologische Institut von Belgien sowie Einrichtungen der Universität Lüttich und das Collège Saint-Pierre, eine 1905 gegründete Schule.

## Verkehr
Uccle/Ukkel hat fünf Vorortbahnhöfe der Nationalen Gesellschaft der Belgischen Eisenbahnen und wird von den Straßenbahnlinien 3, 4, 7, 18, 92 und 97 angefahren.

## Sport

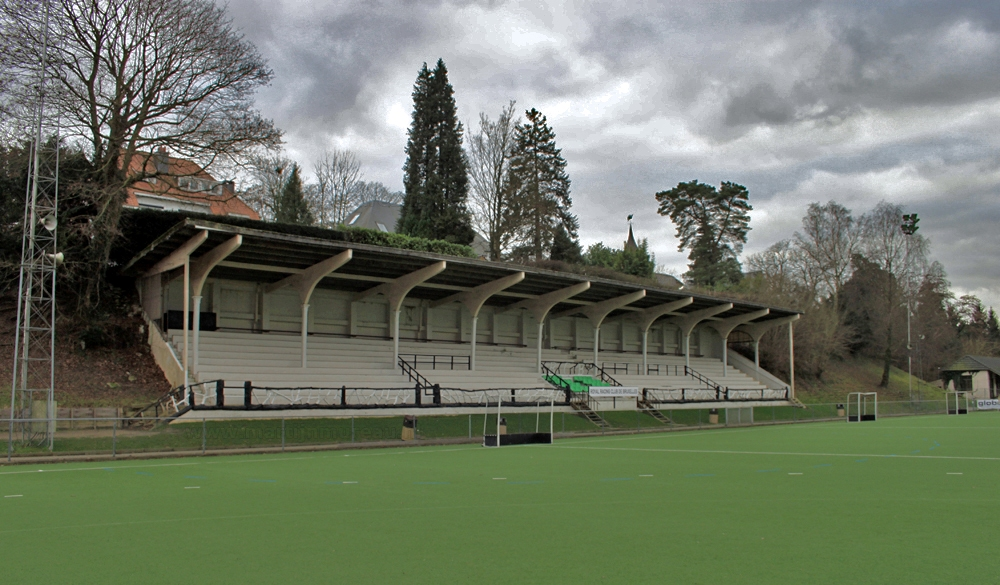
Haupttribüne des Stadions „De Ganzenvijver/Stade du Vivier d’Oie“

Im Stadtviertel Diesdelle, das als das reichste Stadtviertel Belgiens gilt (2015), liegt das Stadion Ganzenvijver/Vivier d’Oie, das eines der ältesten Stadien Belgiens ist und das erste Fußballstadion auf dem europäischen Festland mit einer aus Beton erbauten Haupttribüne, die noch besteht und unter Denkmalschutz steht. In dem Stadion erlebte der Verein Racing Club de Bruxelles seine erfolgreichsten Jahre und wurde zwischen 1897 und 1908 sechsmal belgischer Fußballmeister. Später zog der Verein in das Dreilindenstadion.
In dem Stadion Ganzenvijver/Vivier d’Oie fand auch das erste kontinentaleuropäische Länderspiel überhaupt statt. Am 1. Mai 1904 standen sich die Nationalmannschaften von Belgien und Frankreich gegenüber, das Spiel endete 3:3. Nach dem Spiel vereinbarte der Vereinssekretär vom Racing Club Louis Muhlinghaus mit seinen französischen Kollegen die Gründung der FIFA, die drei Wochen später in Paris erfolgte und bei der er zum ersten Generalsekretär gewählt wurde.

## Persönlichkeiten

### Söhne und Töchter der Gemeinde
- Jean De Boschère (1878–1953), Schriftsteller
- Louis „Luigi“ Marie Van Hege (1889–1975), Fußballspieler und Bobfahrer
- Nele van de Velde (1897–1965), Malerin, Zeichnerin und Holzschneiderin
- John Cluysenaar (1899–1986), Bildhauer und Maler
- Jacques Moeschal (1900–1956), Fußballspieler und Olympiateilnehmer
- Élise Binard (1911–1944), Widerstandskämpferin, NS-Opfer
- Pierre Harmel (1911–2009), Politiker, Professor der Rechte an der Universität Lüttich, Premierminister Belgiens 1965–1966
- Rudolf Cranz (1918–1941), deutscher Skirennläufer
- Jaqueline Mesmaecker (1929–2023), Künstlerin
- Jacques Tits (1930–2021), Mathematiker
- Arnould Flecy (* 1933), Radrennfahrer
- Francis Bertrand (1937–1994), Comiczeichner
- Philippe Berg (1939–2013), Diplomat, Botschafter Belgiens
- Erik Pevernagie (* 1939), Maler, wohnt in Uccle/Ukkel
- Sybille de Sélys Longchamps (* 1941), Adlige
- Salvatore Adamo (* 1943), Ehrenbürger seit 2. Juni 2010
- Willy Braillard (* 1946), Unternehmer und Autorennfahrer
- Guy R. Cornelis (* 1946), Mikrobiologe
- Paul De Grauwe (* 1946), Professor für Internationale Wirtschaft an der Katholieke Universiteit Leuven
- Patricia Radelet-de Grave (* 1948), Wissenschaftshistorikerin
- Ronald Guttman (* 1952), Schauspieler
- Pierre Van Dormael (1952–2008), Gitarrist der Pop- und Jazz-Musik
- Michel Lomme (* 1955), Fußballspieler
- Michel Neugarten (* 1955), Automobilrennfahrer
- Jean-Marie Wampers (* 1959), Radrennfahrer
- Pierre-Olivier Beckers-Vieujant (* 1960), Geschäftsmann und Sportfunktionär
- Bernard Clerfayt (* 1961), Politiker
- Delphine von Belgien (* 1968), Künstlerin, Tochter von König Albert II.
- Astrid Whettnall (* 1971), Schauspielerin
- Axel Merckx (* 1972), Radrennfahrer
- Mathilde d’Udekem d’Acoz (* 1973), Königin von Belgien, Ehefrau von König Philippe
- Laurent Pasquali (1975–2018), französischer Automobilrennfahrer
- Damien Jalet (* 1976), Tänzer und Choreograf
- Manuel Dacosse (* 1977), Kameramann
- Joachim Lafosse (* 1978), Filmregisseur und Drehbuchautor
- Ketty Nivyabandi (* 1978), burundische Autorin und Menschenrechtsaktivistin
- Stéphanie Blanchoud (* 1981), belgisch-schweizerische Schauspielerin und Autorin
- Marie Kremer (* 1982), Schauspielerin
- Kenny Dehaes (* 1984), Radrennfahrer
- Vincent Kompany (* 1986), Fußballspieler und -trainer
- Maxime Martin (* 1986), Automobilrennfahrer
- Vincent Vanasch (* 1987), Hockeyspieler
- Maxime de Zeeuw (* 1987), Basketballspieler
- Tom Boon (* 1990), Hockeyspieler
- Dedryck Boyata (* 1990), Fußballspieler
- Gauthier Boccard (* 1991), Hockeyspieler
- Arthur De Greef (* 1992), Tennisspieler
- Roméo Elvis (* 1992), Rapper
- Cynthia Bolingo Mbongo (* 1993), Leichtathletin
- Angèle Joséphine Aimée Van Laeken (* 1995), Sängerin
- Claire Orcel (* 1997), Leichtathletin
- Pierre Brixhe (* 1998), Handballspieler
- Cyril Ngonge (* 2000), Fußballspieler
- Helena (* 2002), Singer-Songwriterin
- Julien Duranville (* 2006), Fußballspieler

### Mit Uccle/Ukkel verbunden
- Ovide Decroly (1871–1932), belgischer Reformpädagoge, der in Uccle/Ukkel eine Schule unterhielt und dort 1932 starb
- Leopold Fleischhacker (1882–1946), der deutsche Bildhauer und Emigrant lebte zuletzt in Uccle/Ukkel, wo er 1946 starb.